# 장연수
장연수(張延壽, ? ~ 기원전 51년)는 전한 후기의 관료로, 경조윤 두릉현(杜陵縣) 사람이다. 어사대부 장탕의 손자이자 대사마 장안세의 아들이자, 장천추의 동생, 장팽조의 형이다.

## 행적
원강 원년(기원전 65년), 북지태수에서 태복으로 승진하였으나 4년 후 병으로 면직되었다.
장연수는 장안세로부터 부평후(富平侯) 작위를 이어받아 진류에 머무르고 있었고, 또 위군에 다른 식읍이 있었다. 장연수는 자신이 이렇다할 공도 없이 넓은 봉지를 가진 것을 죄스럽게 여겨 여러 차례 식읍을 깎아주기를 청원하였고, 선제는 이를 받아들여 봉지를 평원 소속으로 옮기는 한편 호구를 예전과 같이 하고 조세를 반으로 줄였다.
감로 3년(기원전 51년)에 죽으니 시호를 애(愛)라 하였고, 아들 장발이 작위를 이었다.

## 출전
- 반고, 《한서》 권18 외척은택후표·권19하 백관공경표 下

| 전임 두연년 | 전한의 태복 기원전 65년 ~ 기원전 61년 | 후임 대장락 |

| 선대 아버지 부평경후 장안세 | 전한의 부평후 기원전 62년 ~ 기원전 51년 | 후대 아들 부평유후 장발 |